# Orival (Seine-Maritime)
Pour les articles homonymes, voir Orival.
Orival est une commune française située dans le département de la Seine-Maritime en région Normandie.

## Géographie

### Localisation
|          | Grand-Couronne | Oissel-sur-Seine             |
| La Londe | Orival         | Seine,Cléon                  |
|          | Elbeuf         | Seine,Saint-Aubin-lès-Elbeuf |

Orival est une commune située sur la rive gauche de la Seine entre Elbeuf et Rouen.
L'essentiel du territoire de la commune est occupé par des forêts vallonnées (forêt domaniale de la Londe-Rouvray).
La commune fait partie de la Métropole Rouen Normandie.

### Géologie et relief
Orival est enclavée entre les falaises et la Seine. La commune se concentre essentiellement dans la vallée.

### Hydrographie
La commune est située dans le bassin Seine-Normandie. Elle est drainée par la Seine et divers autres petits cours d'eau,.
La Seine, qui prend sa source à Source-Seine, en Côte-d'Or, sur le plateau de Langres, traverse le département avec de larges méandres sur son flanc sud et se jette dans la Manche entre Le Havre et Honfleur. 
Deux plans d'eau complètent le réseau hydrographique : la mare aux Anglais (0,01 ha) et la mare Moussue (0,06 ha),.

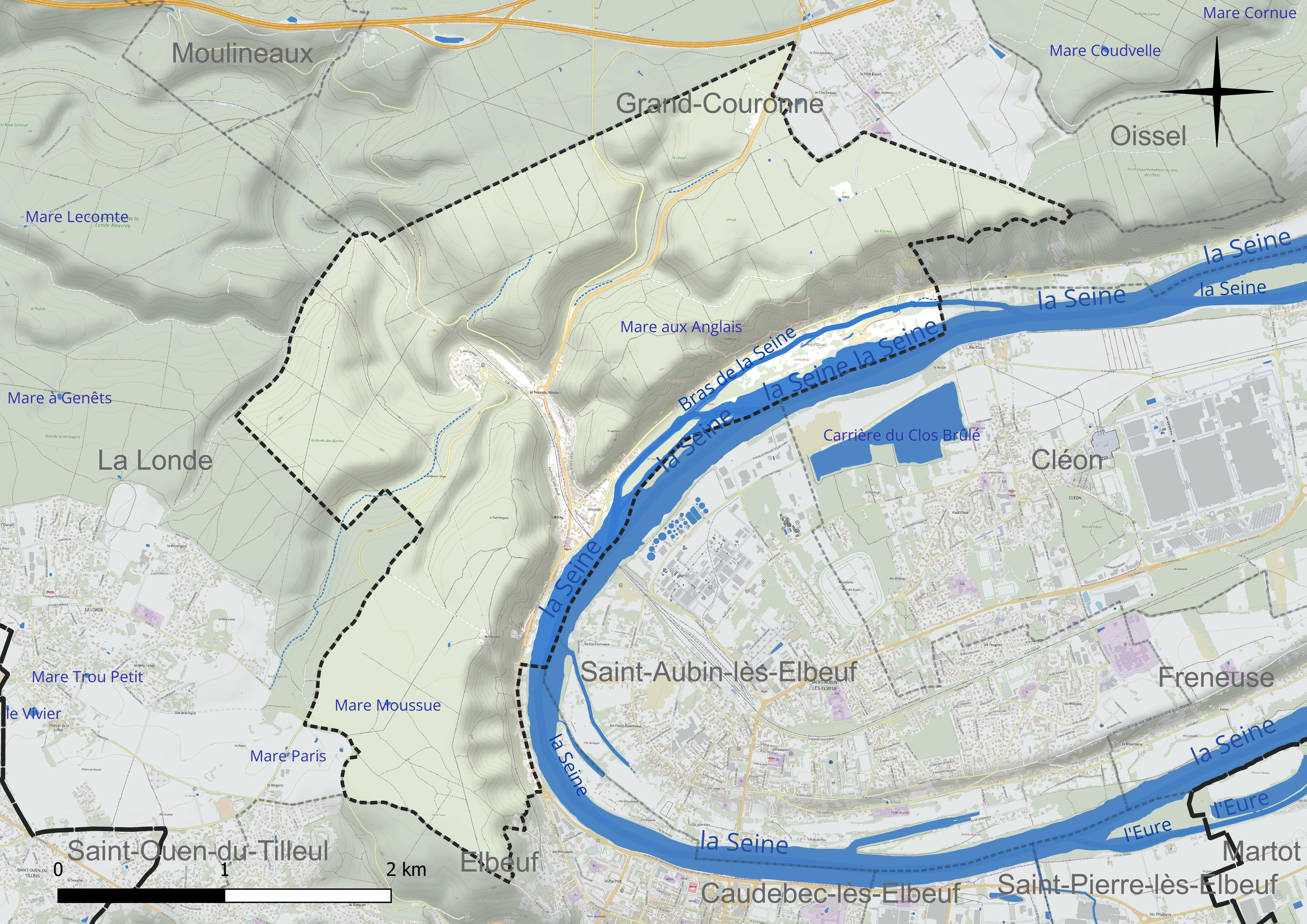
Réseau hydrographique d'Orival.

### Climat
Pour des articles plus généraux, voir Climat de la Normandie et Climat de la Seine-Maritime.
En 2010, le climat de la commune est de type climat océanique dégradé des plaines du Centre et du Nord, selon une étude du CNRS s'appuyant sur une série de données couvrant la période 1971-2000. En 2020, Météo-France publie une typologie des climats de la France métropolitaine dans laquelle la commune est exposée à un climat océanique et est dans la région climatique Côtes de la Manche orientale, caractérisée par un faible ensoleillement (1 550 h/an) ; forte humidité de l’air (plus de 20 h/jour avec humidité relative > 80 % en hiver), vents forts fréquents. Parallèlement le GIEC normand, un groupe régional d’experts sur le climat, différencie quant à lui, dans une étude de 2020, trois grands types de climats pour la région Normandie, nuancés à une échelle plus fine par les facteurs géographiques locaux. La commune est, selon ce zonage, exposée à un « climat contrasté des collines », correspondant au Pays d’Auge, Lieuvin et Roumois, moins directement soumis aux flux océaniques et connaissant toutefois des précipitations assez marquées en raison des reliefs collinaires qui favorisent leur formation.
Pour la période 1971-2000, la température annuelle moyenne est de 10,9 °C, avec une amplitude thermique annuelle de 13,5 °C. Le cumul annuel moyen de précipitations est de 760 mm, avec 11,7 jours de précipitations en janvier et 8,1 jours en juillet. Pour la période 1991-2020, la température moyenne annuelle observée sur la station météorologique la plus proche, située sur la commune de Louviers à 16 km à vol d'oiseau, est de 11,8 °C et le cumul annuel moyen de précipitations est de 719,5 mm,. Pour l'avenir, les paramètres climatiques de la commune estimés pour 2050 selon différents scénarios d’émission de gaz à effet de serre sont consultables sur un site dédié publié par Météo-France en novembre 2022.

## Urbanisme

### Typologie
Au 1er janvier 2024, Orival est catégorisée commune rurale à habitat dispersé, selon la nouvelle grille communale de densité à sept niveaux définie par l'Insee en 2022.
Elle appartient à l'unité urbaine de Rouen, une agglomération inter-départementale regroupant 50  communes, dont elle est une commune de la banlieue,,. Par ailleurs la commune fait partie de l'aire d'attraction de Rouen, dont elle est une commune de la couronne,. Cette aire, qui regroupe 317 communes, est catégorisée dans les aires de 200 000 à moins de 700 000 habitants,.

### Occupation des sols
L'occupation des sols de la commune, telle qu'elle ressort de la base de données européenne d’occupation biophysique des sols Corine Land Cover (CLC), est marquée par l'importance des forêts et milieux semi-naturels (89,6 % en 2018), en diminution par rapport à 1990 (92 %). La répartition détaillée en 2018 est la suivante : 
forêts (78,7 %), milieux à végétation arbustive et/ou herbacée (10,9 %), zones urbanisées (5,2 %), eaux continentales (3,3 %), zones agricoles hétérogènes (1,9 %). L'évolution de l’occupation des sols de la commune et de ses infrastructures peut être observée sur les différentes représentations cartographiques du territoire : la carte de Cassini (XVIIIe siècle), la carte d'état-major (1820-1866) et les cartes ou photos aériennes de l'IGN pour la période actuelle (1950 à aujourd'hui).

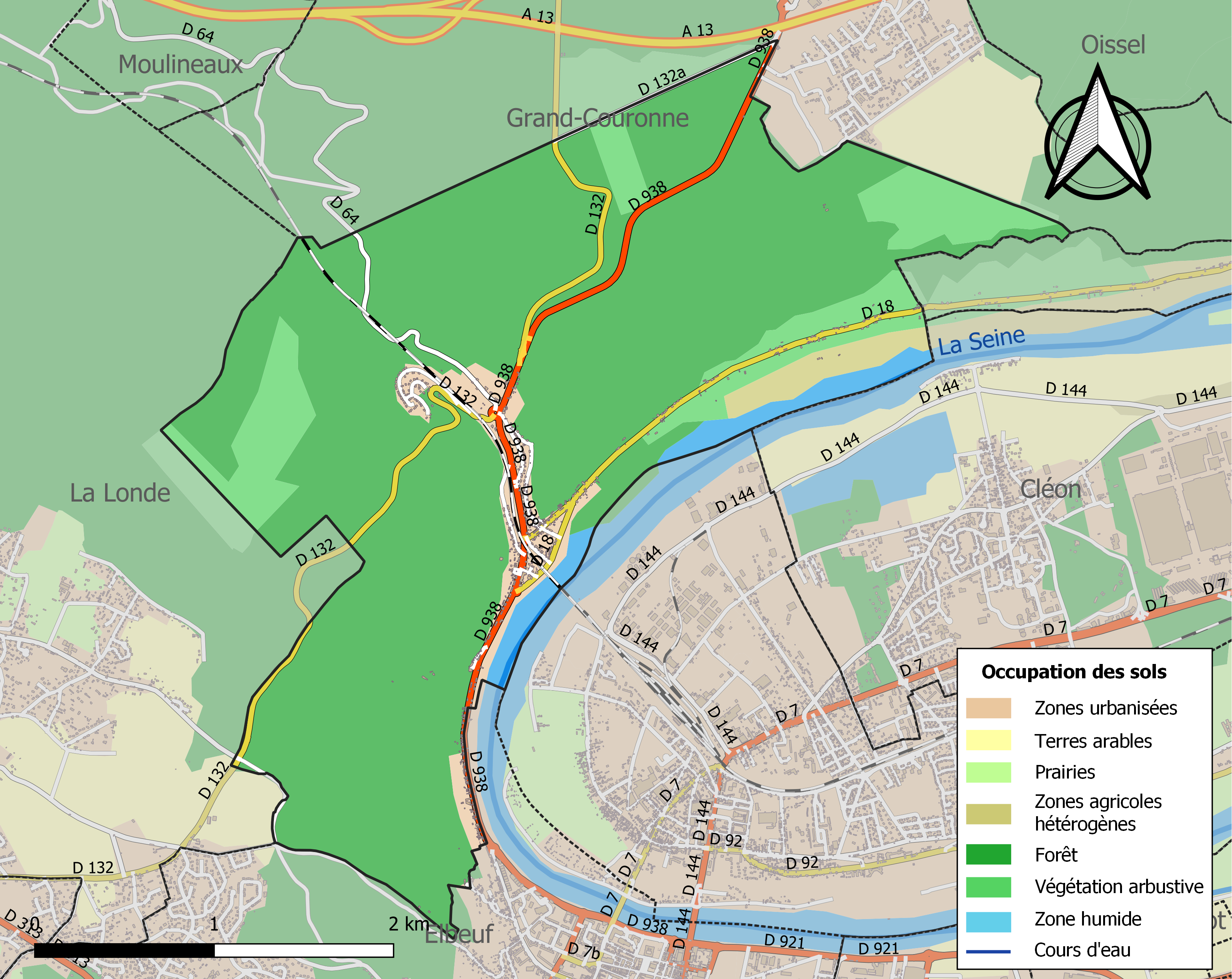
Carte des infrastructures et de l'occupation des sols de la commune en 2018 (CLC).

### Voies de communication et transports
Orival est traversée par la RD 938. Les routes départementales 18, 64, 132 et 132A traversent également la commune.
Le circuit de Rouen-les-Essarts était situé sur les communes d'Orival et de Grand-Couronne. Il reprenait les tracés des actuelles RD 938 et RD132.
Le viaduc d'Orival (pont ferroviaire sur la Seine) traverse la commune.
Une gare ferroviaire était située sur la ligne de Serquigny à Oissel entre celles de Forêt-de-la-Londe (halte) et d’Elbeuf-Saint-Aubin. Elle est fermée au service voyageurs.

## Toponymie

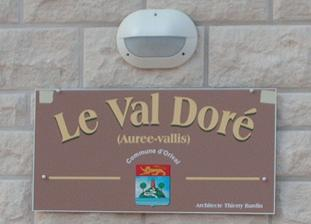
Plaque, salle polyvalente d'Orival.

Le nom de la localité est attesté sous les formes Oireval vers 1170, Auree vallis entre 1170 et 1189.
Il s'agit d'une formation toponymique médiévale en -val au sens de « val, vallée ».
Le premier élément Ori- représente un ancien français *oire / *orie signifiant « d'or, doré(e) » (cf. ancien français orain « d'or, doré » et français moderne doré), mot issu du latin aurea « d'or », d'où le sens global de « vallée d'or » ou « val doré ». Cependant le sens exact reste à éclaircir : allusion à la fertilité, à l'exposition [?].
Homonymie avec Orival (Seine-Maritime, Saint-Hellier, Orival vers 1240), Orval (Manche, Aurea vallis IXe siècle); Orvaux (Eure, Aurea Valles 1180),.

## Histoire
L'histoire d'Orival peut être retracée par les traces anthropiques trouvées sur place. Les documents relatifs à l'histoire sont rares, mais lorsqu'ils sont présents permettent de vérifier certaines hypothèses.

### Paléontologie
L'histoire de la commune semble ancienne.
D'après l'authentification de la « grotte du Renard » (appelée également « Trou Malin » au XIXe siècle), par André Leroi-Gourhan et Denis Vialou en 1978, les modestes gravures y figurant dateraient de la fin du Paléolithique supérieur soit environ 10 à 12 000 ans avant notre ère (voir aussi : grotte de Gouy). À cette époque, on peut supposer que l'homme chassait en vallée de Seine, profitant de la toute fin de la glaciation de Würm pour traverser le fleuve, on trouve en effet sur les versants faisant face à cette cavité un nombre impressionnant d'outils de l'époque évaluée ainsi que des ossements notamment de mammouth.

### L'époque romaine
La suite de ce que l'on peut tracer de l'histoire d'Orival se situe à l'époque gallo-romaine puisque des vestiges d'un oppidum et d'un fanum sont visibles sur l'un des points culminants surplombant d'un côté l'ancienne voie de Rotomagus (Rouen) et de l'autre, la Seine. On trouve aussi un nombre impressionnant de silex, dont la présence dans cette zone évoque de lointaines constructions, autour du Fanum et au Câtelier (notons le nom qui correspond à cette époque). Un peu plus loin sur les hauteurs (sur la commune d'Oissel), on trouve également un ensemble de plates-formes et talus, ainsi qu'un puits (aucune fouille n'ayant été effectuée à ce jour, le puits a été comblé pour raisons de sécurité).
La véritable histoire d'Orival commence à cette époque. On suppose que l'homme chassait et péchait dans la zone que couvre l'actuel bourg, zone partiellement couverte par la Seine. On dit de plus qu'à l'époque le fleuve était pourvu d'un passage à gué qui permettait la traversée. Ainsi les peuples ont-ils commencé à s'installer soit dans les « creux » en habitats semi-troglodytiques, soit en maisons surplombant les parties marécageuses du « val » qui aurait donné son nom à la commune.

### Période mérovingienne
L'occupation humaine à l'époque mérovingienne est matérialisée par la découverte au XIXe siècle de plusieurs sépultures au lieu-dit le Roule Edwin. On y a retrouvé notamment des scramasaxes et une plaque boucle en bronze datée du VIIe siècle.

### L'époque ducale
Le grand épisode suivant traite de l'époque du roi Richard Ier d'Angleterre (dit Richard Cœur de Lion), très actif dans la région. Il fait ériger dès 1195 une forteresse surplombant la roche la plus importante de la chaîne de falaises d'Orival (la Roche Fouet). Le but de cet édifice est de garder l'œil sur l'amont de Rouen et sur Caudebec la ville la plus proche. L'édifice est ruiné en 1203.

### La guerre de Cent Ans
Pendant la guerre de Cent Ans, en 1359, les ruines de la forteresse sont occupées par une bande de « routiers anglais » (terme servant finalement à désigner tous les pillards à l'époque). Ces soldats se livrent à des pillages dans la région et bloquent toute navigation sur la Seine entre Rouen et Paris. Cette situation provoque l'intervention d'une petite « armée » venue de Rouen qui met le blocus devant la forteresse. Cependant les routiers n'évacuent les ruines qu'en décembre 1360 après paiement d'une rançon.

### La guerre de 1870
Orival fut le théâtre de violents combats. Les lieux stratégiques, comme le château du Pavillon ou le pont de chemin de fer vers Saint-Aubin-lès-Elbeuf, furent le théâtre d'affrontements et de destructions.

### La Seconde Guerre mondiale
Orival fut là aussi le théâtre de violents combats. Les Allemands, au pied du plateau de craie sur les bords de la Seine, construisirent ce qui devait être un magasin pour des bombes V1, à l'image du projet d'usine souterraine de Caumont. À cette époque, l'île se terminait par un versant vertical laissant un ruban étroit de terre entre le plateau et la rivière.
Les Allemands, afin d'exploiter les cavernes existantes, ont excavé la terre entre les maisons et le plateau et ont construit une route bétonnée. Le béton et tous les travaux récents ont été fortement camouflés. Plusieurs tunnels peu profonds ont été percés dans la falaise et ont été employés pour des stocks d'essence entre autres. Des murs protecteurs en briques étaient bâtis à l'entrée de ces derniers.
Pour défendre les lieux, des batteries de mortier furent installées au château du Pavillon et à l'usine Rhône-Poulenc de Saint-Aubin-lès-Elbeuf. Les Orivalais réfugiés dans les caves voisines des caves allemandes virent, une fois de plus, leur pont de chemin de fer détruit, mais également leur commune détruite à 80 %, de même les roches qui changèrent de visage.
Finalement, le projet fut interrompu par la Libération.

### La vie quotidienne à Orival
On y exploite le bois, la pierre (craie et silex pour la construction), l'argile (pour le foulonnage). On y vit de l'élevage, notamment des moutons (industrie textile), de la culture (légumes fruits) notamment des noix (le brou de noix est utilisé dans les teintures textiles). Chasse et pêche sont également largement pratiquées. Puis au XIXe siècle de nombreux habitants partent travailler dans la ville voisine d'Elbeuf grâce à l'essor de son industrie textile de renommée mondiale.
La mairie est inaugurée en 1952.

## Politique et administration
| Période                                  | Période                       | Identité             | Étiquette | Qualité                                        |
| ---------------------------------------- | ----------------------------- | -------------------- | --------- | ---------------------------------------------- |
| Les données manquantes sont à compléter. |                               |                      |           |                                                |
|                                          |                               | Alfred Blactot       |           | Entrepreneur de travaux publics                |
| 1926                                     |                               | M. Darnière          |           |                                                |
| 1936                                     |                               | Maurice Dantan       |           |                                                |
| Les données manquantes sont à compléter. |                               |                      |           |                                                |
|                                          | 1983                          | Jean-Claude Ouellery | MRG       |                                                |
| mars 1983                                | mars 1989                     | André Loisel         | PS        | Directeur d'école retraité                     |
| Les données manquantes sont à compléter. |                               |                      |           |                                                |
| mars 2001                                | mars 2008                     | Jean-Louis Tailleux  |           |                                                |
| mars 2008                                | En cours (au 30 janvier 2023) | Daniel Duchesne      |           | Cadre retraité Réélu pour le mandat 2020-2026, |

## Population et société

### Démographie

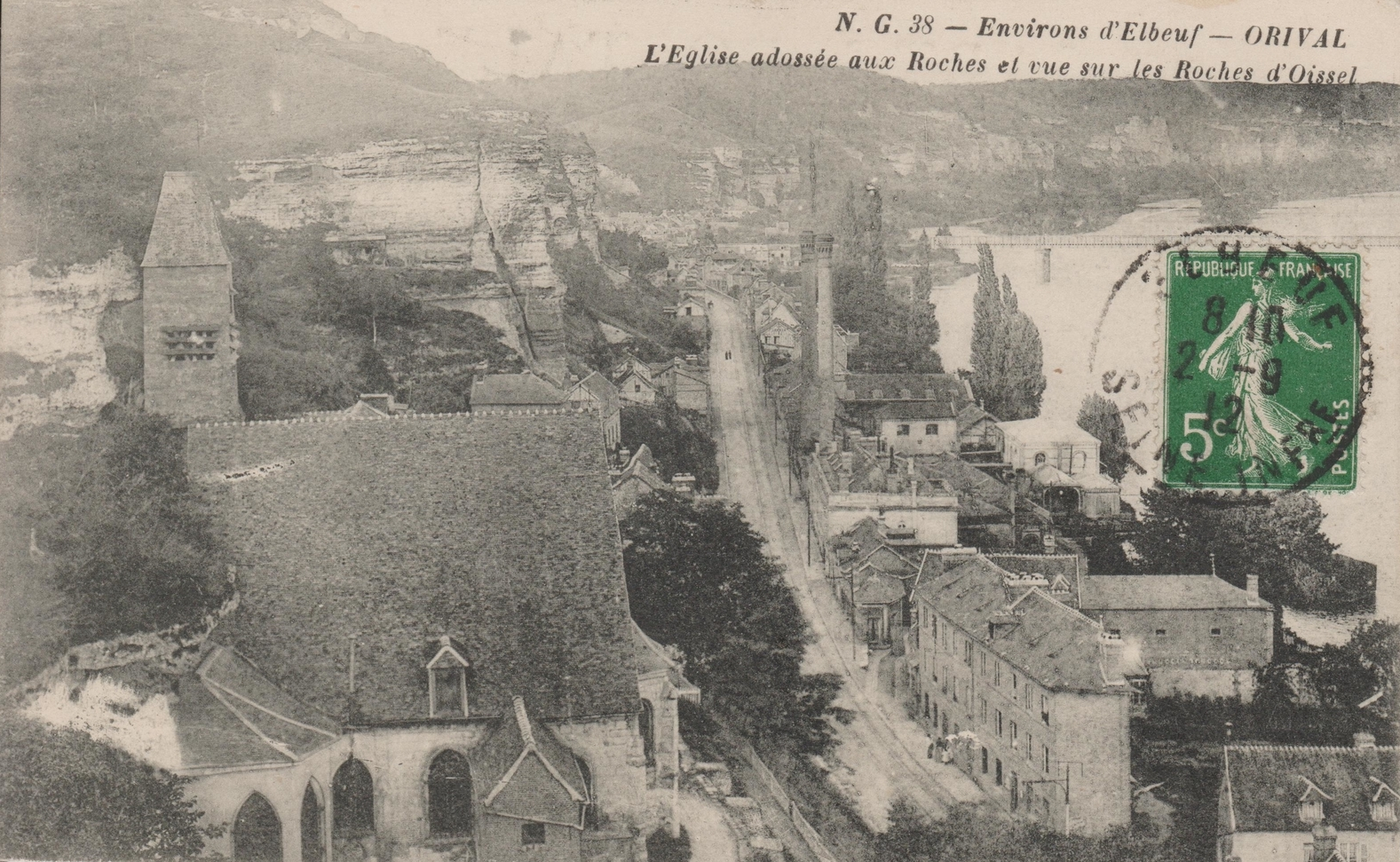
Panorama du village vers 1910.

L'évolution du nombre d'habitants est connue à travers les recensements de la population effectués dans la commune depuis 1793. Pour les communes de moins de 10 000 habitants, une enquête de recensement portant sur toute la population est réalisée tous les cinq ans, les populations de référence des années intermédiaires étant quant à elles estimées par interpolation ou extrapolation. Pour la commune, le premier recensement exhaustif entrant dans le cadre du nouveau dispositif a été réalisé en 2007.

En 2022, la commune comptait 839 habitants, en évolution de −9,49 % par rapport à 2016 (Seine-Maritime : +0,35 %, France hors Mayotte : +2,11 %).
| 1793  | 1800  | 1806  | 1821  | 1831  | 1836  | 1841  | 1846  | 1851  |
| ----- | ----- | ----- | ----- | ----- | ----- | ----- | ----- | ----- |
| 1 052 | 1 014 | 1 112 | 1 250 | 1 526 | 1 616 | 1 614 | 1 516 | 1 640 |

| 1856  | 1861  | 1866  | 1872  | 1876  | 1881  | 1886  | 1891  | 1896  |
| ----- | ----- | ----- | ----- | ----- | ----- | ----- | ----- | ----- |
| 1 694 | 1 740 | 1 992 | 2 012 | 1 848 | 1 889 | 1 517 | 1 278 | 1 290 |

| 1901  | 1906  | 1911  | 1921  | 1926  | 1931 | 1936 | 1946 | 1954  |
| ----- | ----- | ----- | ----- | ----- | ---- | ---- | ---- | ----- |
| 1 306 | 1 151 | 1 018 | 1 085 | 1 046 | 998  | 961  | 730  | 1 002 |

| 1962  | 1968  | 1975  | 1982 | 1990  | 1999  | 2006 | 2007 | 2012 |
| ----- | ----- | ----- | ---- | ----- | ----- | ---- | ---- | ---- |
| 1 228 | 1 164 | 1 132 | 926  | 1 004 | 1 071 | 970  | 955  | 954  |

| 2017 | 2022 | - | - | - | - | - | - | - |
| ---- | ---- | - | - | - | - | - | - | - |
| 913  | 839  | - | - | - | - | - | - | - |

## Sports
Sur la commune est située une partie de l'ancien circuit de Rouen-les-Essarts.

## Culture locale et patrimoine

### Lieux et monuments

#### Monuments historiques

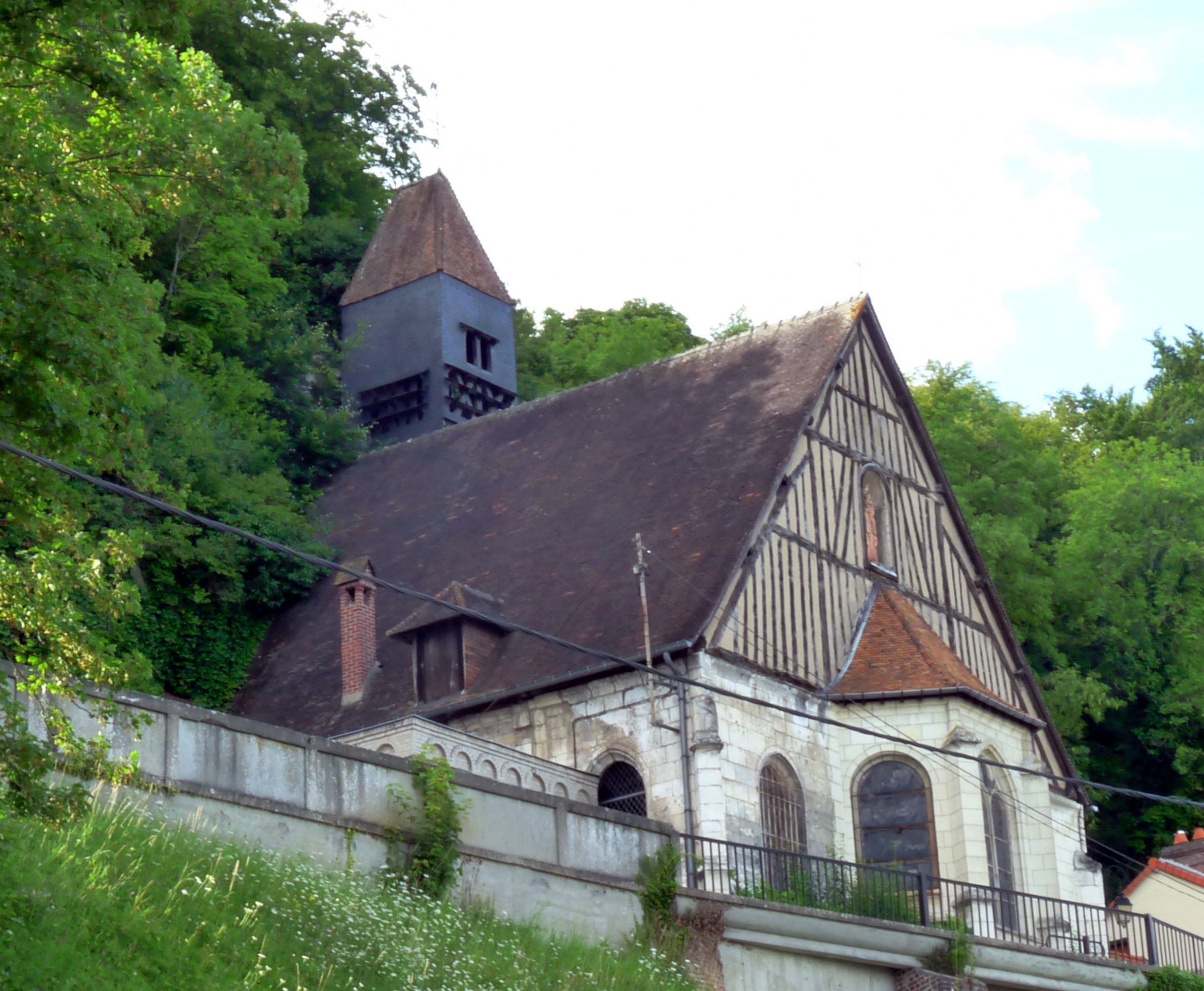
Église Saint-Georges.

Deux monuments historiques se trouvent sur le territoire de la commune : 
- le temple gallo-romain de la Mare-aux-Anglais, dans la forêt de la Londe-Rouvray, dont les vestiges, levées de terre et fossés de l'ancien système de défense sont classés au titre des monuments historiques par arrêté du 9 novembre 1922[30] ;
- l'église Saint-Georges, inscrite au titre des monuments historiques par arrêté du 5 juillet 1927[31],[32]. Derrière l'église s'étend le chemin de croix dû au sculpteur Raymond Delamarre, dont les études sont conservées au musée d'Elbeuf.

### Autour de la commune
En partant d'Elbeuf, on peut suivre l'itinéraire « des grottes » ancien chemin de randonnée, cité dans des récits du XIXe siècle, montant à l'ancien château du Pavillon (démantelé en 2002) par l'ancienne ligne de Rouen à Orléans (arrêt des Rouvalets). Ce chemin permet de déboucher sur l'église Saint-Georges, curiosité de la région puisqu'elle est semi-troglodytique ; un peu plus loin, à même le versant du plateau, on trouve les marques de son ancêtre taillée géométriquement dans la roche, surplombant des habitations. Mais on peut continuer le chemin le long duquel un nombre important de cavités résultant de l'exploitation de la craie pour la construction attendent le marcheur.
Le chemin permet de redescendre vers le « Val », qui aurait donné à la commune son nom actuel; ce chemin est cependant privé.

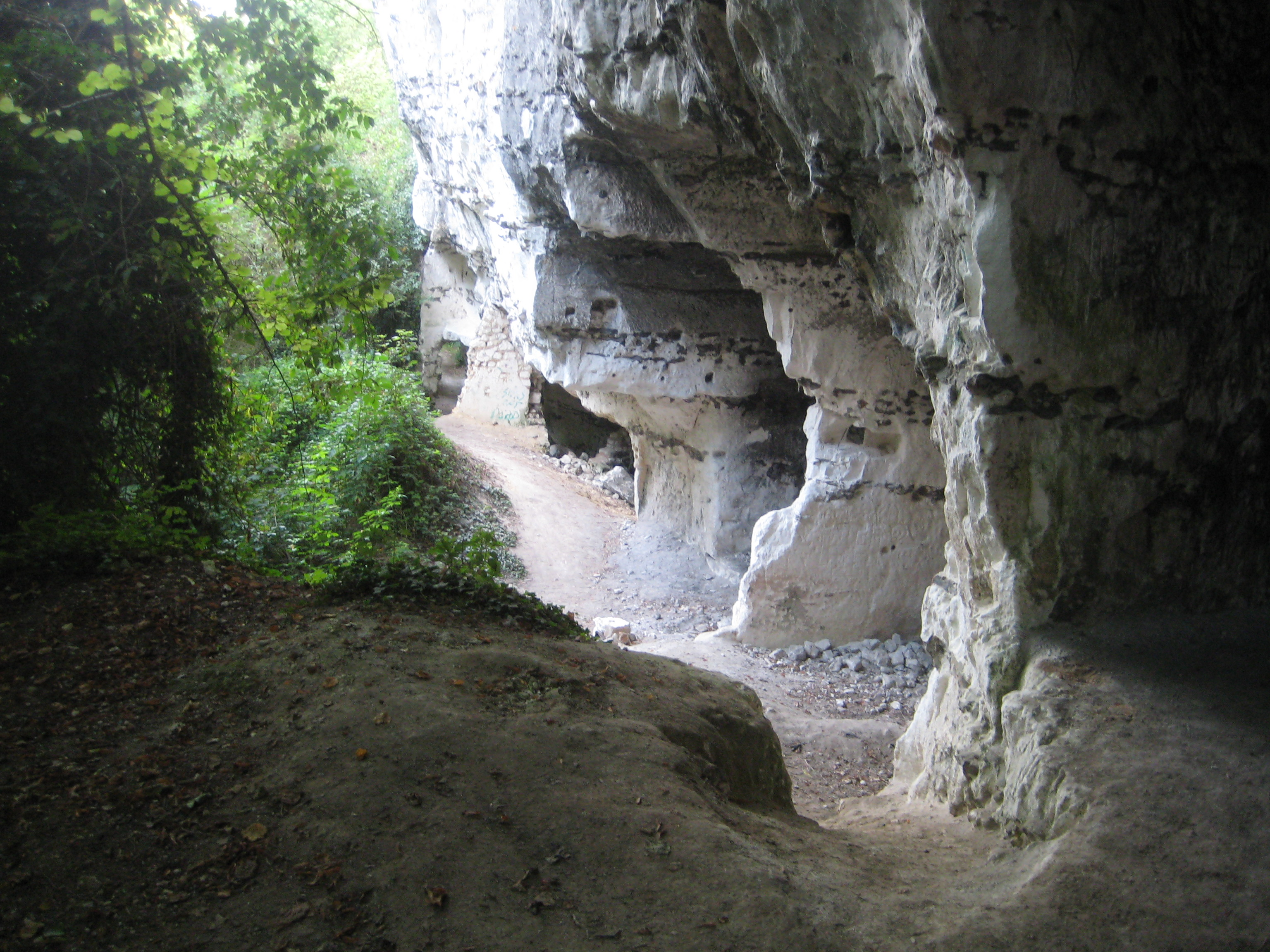
La Roche Foulon.

On remonte de ce val par le chemin du Mont-Perdu, actuelle partie du sentier de grande randonnée 2 (GR2), permettant, soit d'accéder aux vestiges d'un fanum gallo-romain, soit d'accéder à l'ensemble des habitations semi-troglodytiques dites "de la Roche Foulon", curiosité locale. Cependant, un détour par la vigie du catelier semble important, cette vigie est difficile à trouver pour les non-initiés.
Si l'on suit l'itinéraire de la Roche Foulon, qui est en fait l'ancien « chemin des foulonniers », bon nombre de curiosités surprendront le promeneur, comme les anciennes carrières d'argile à foulon mais aussi et surtout de craie ou les réseaux naturels de cavités. Jusqu'au lieu encore nommé la Venerie, qui laisse apparaître des traces d'extraction d'argile et des fours destinés à la fabrication des briques et tuiles de la région.
Il est important de profiter du peu de pelouses calcicoles restantes, notamment au printemps, pour la floraison des rares orchidées sauvages exceptionnelles dans la région. Tout cela avant de se rendre sur les vestiges de l'ancien château du roi Richard Ier d'Angleterre dit Cœur de Lion, site sur lequel il est également bon de se rendre avec un initié.
La promenade le long du GR2 se poursuit sur la commune d'Orival par l'ancien chemin royal surplombant la vallée de Seine à travers la forêt puis se termine par une descente sur la commune voisine d'Oissel.
La partie cachée de la promenade mais pourtant la plus précieuse reste l'accès à deux cavités ornées, l'une au Catelier et l'autre à la Roche Fouet. Connues de peu de gens, toutes deux sont issues de réseaux karstiques fossiles. La grotte du Catelier dite grotte du Renard ou Trou Malin est une cavité ornée dont la datation des gravures bien qu'approximative parle de 12 000 ans avant notre époque, y figurent aussi de modestes taches rouges que l'on retrouve dans la grotte de Gouy (jumelle par la datation et le type d'ornement) ; cette grotte est difficilement accessible par la pente et fermée par un mur de béton et une porte métallique. La seconde cavité dite grotte de la Roche Fouet, ornée elle aussi est "plus amusante" d'un point de vue visuel, puisque l'on y trouve des graffitis dont les plus anciens du XIIe siècle, on peut supposer la présence d'ermites à en juger par les nombreux calvaires gravés ; cette seconde grotte, dont l'entrée est située chez un particulier, est interdite d'accès par le Bureau de recherches géologiques et minières depuis 2004, à la suite de chutes de pierres.

### Personnalités liées à la commune
- Richard Ier d'Angleterre dit Cœur de Lion construisit un château fort sur la Roche-Fouet[33].
- Hector Malot parle d'Orival et de sa production de noix dans Baccara.
- Pierre Corneille et son frère Thomas auraient hérité d'une des îles d'Orival (l'île Duroc).
- Henri Gadeau de Kerville (1858-1940) a mené dès son plus jeune âge de nombreuses recherches faunistiques et floristiques sur les coteaux.
- Georges Dorival, comédien, est né le 26 décembre 1871 à Orival.

### Héraldique
| Armes d'Orival | Les armes de la commune d'Orival se blasonnent ainsi : D'azur au mont d'argent sommé d'une tour du même accostée de deux arbres de sinople le tout mouvant d'une rivière au naturel; au chef de gueules* chargé d'un léopard d'or. * Il y a là non-respect de la règle de contrariété des couleurs : ces armes sont fautives (gueules sur azur). Le léopard d'or sur champ de gueules rappelle les armes de la Normandie. |

## Pour approfondir